# Geologický ústav Akademie věd České republiky
Geologický ústav Akademie věd České republiky je výzkumný vědecký ústav zaměřující se na geologické vědy. Zkoumá jejich strukturu a vnější prostředí do kterého zapadá. 

## Historie
Geologický ústav Akademie věd České republiky byl založen v roce 1952 Československou akademií věd. Zpočátku byl do ní zařazen na pouhý jediný rok Ústřední ústav geologický. V roce 1957 byly zařazeny do rámce Akademie věd čtyři specializované laboratoře pro paleontologii, inženýrskou geologii, pedologii a geochemii a v roce 1960 založeny dva geologicky orientované ústavy Geologický ústav ČSAV a Ústav geochemie a nerostných surovin ČSAV.  V letech 1968–1989 došlo k vytvoření Ústavu experimentální mineralogie a geochemie. V roce 1979 byl vytvořen Ústav geologie a geotechniky. Od 1993 je ústav součástí Akademie věd ČR.